# Derick Hougaard
Pas d'image ? Cliquez ici

a Compétitions nationales et continentales officielles uniquement.

b Matchs officiels uniquement.
Derick Jacobus Hougaard, né le 4 janvier 1983 à Citrusdal (Afrique du Sud), est un joueur de rugby à XV sud-africain qui joue avec l'équipe d'Afrique du Sud depuis 2003 et dans le Super 14 avec les Bulls. Il évolue comme demi d'ouverture (1,75 m pour 82 kg).

## Biographie
Hougaard est le joueur le plus apprécié de Pretoria notamment grâce à ses exploits au sein de l'équipe des Bulls. 
Précoce, à 19 ans, il efface le légendaire Naas Botha des tablettes du plus grand nombre de points inscrits lors d'une finale de Currie Cup. Contre les Lions britanniques et irlandais en 2002, il inscrit 26 points (1 essai, 2 drops et pénalités) et bat le record de Botha vieux de 16 ans. 
Retenu pour la Coupe du monde 2003, il débute sur le banc avant de remplacer définitivement le titulaire Louis Koen. Il s'agit de sa première sélection en Coupe du monde mais aussi avec les Springboks. Pendant le tournoi, il inscrira 2 essais, 10 transformations, 5 pénalités et 1 drop. Il n'a alors que 20 ans. Pour l'anecdote, il subit un terrible plaquage devenu depuis légendaire administré par Brian Lima lors du match face aux îles Samoa.
Le Super 14 2007 va renforcer sa popularité à Pretoria, puisqu'il en sera un des vrais héros de la victoire finale. Il élimine les Canterbury Crusaders en inscrivant 27 points (8 pénalités et 1 drop) et permet aux Bulls de gagner contre leurs compatriotes des Sharks en finale. Menés 13 à 19 jusqu'à la 78e minute, les Bulls inscrivent un essai grâce à Bryan Habana mais c'est sa transformation qui doit permettre à l'équipe de gagner ou de perdre. Derick Hougaard inscrit donc à la 80e minute la transformation qui donne la victoire aux Bulls. 
Paradoxalement, ses succès avec les Bulls n'arrivent pas à convaincre Jake White de le retenir pour la Coupe du monde 2007. Le sélectionneur sud-africain a d'ailleurs toujours boudé la star de Pretoria. En quatre ans, White n'a fait appel qu'à quatre reprises à Hougaard, dont la première fois, trois ans après son premier match en tant que sélectionneur. Pourtant, lorsque White entre en fonction, c'est Derick Hougaard qui est titulaire.
Particulièrement adroit dans son jeu au pied, Hougaard est un véritable stratège du jeu, doué d'un certain flair et d'une vivacité remarquable. En 2008, il signe un contrat avec le club anglais de Leicester.

## Carrière

### En club
- Super 14 : Bulls (2002-2008): 51 matchs, 479 points (1 essai, 98 pénalités, 75 transformations, 10 drops)
- Currie Cup : Blue Bulls (2005-2008): 33 matchs, 290 points (5 essais, 36 pénalités, 68 transformations, 7 drops)
- Heineken Cup (Coupe d'Europe des clubs de rugby) : Leicester depuis 2008: 4 matchs ,15 points (3 pénalités, 3 transformations)
- Championnat d'Angleterre de rugby à XV Leicester depuis 2008 : 6 matchs, 47 points (1 essai, 9 pénalités, 6 transformations, 1 drop)
- Coupe Anglo-Galloise : Leicester depuis 2008 : 3 matchs, 33 points (8 pénalités, 3 transformations, 1 drop)

En 2007, il dispute 12 matchs de Super 14 et inscrit 161 points (32 pénalités, 28 transformations, 3 drops)
En 2006, il joue dans le Super 14 avec les Bulls. Hougaard a disputé 4 matchs dans le Super 12 en 2005.

### En équipe nationale
Il a effectué son premier test match avec les Springboks le 5 juillet 2003 à l’occasion d’un match contre l'équipe de Namibie.

## Palmarès
- 8 sélections avec les Springboks
- 69 points